# 2018년 동계 올림픽 중화 타이베이 선수단
2018년 동계 올림픽 중화 타이베이 선수단은 대한민국 평창군에서 개최될 2018년 동계 올림픽에 참가하는 올림픽 중화 타이베이 선수단이다. 통산 10번째 동계 올림픽 출전이다. 이번 대회에서는 총 3명의 선수가 3개 종목에 출전한다.

## 참가 선수
다음은 각 종목별 참가 선수 현황이다.
| 종목           | 남자 | 여자 | 총합 |
| -------------- | ---- | ---- | ---- |
| 루지           | 1    | 0    | 1    |
| 스피드스케이팅 | 1    | 1    | 2    |
| 총합           | 2    | 1    | 3    |

## 메달 집계

### 종목별 메달 집계
| 종목 | 1 | 2 | 3 | 합계 |
| 합계 |   |   |   |      |

## 종목별 성적

### 루지
중화 타이베이는 2018년 동계 올림픽 루지 남자 1인승에 출전한다. 롄더안이 루지 월드컵 2017-18에서 38위를 기록하여 출전권을 획득하였다.
| 선수   | 세부 종목  | 1차 시기 | 1차 시기 | 2차 시기 | 2차 시기 | 3차 시기 | 3차 시기 | 4차 시기 | 4차 시기 | 합계 | 합계 |
| 선수   | 세부 종목  | 기록     | 순위     | 기록     | 순위     | 기록     | 순위     | 기록     | 순위     | 기록 | 순위 |
| 롄더안 | 남자 1인승 |          |          |          |          |          |          |          |          |      |      |

### 스피드 스케이팅
2018년 동계 올림픽 스피드스케이팅 종목에서 중화 타이베이 선수는 총 2명 출전하였다. 쑹칭양은 남자 500m 경기에 출전하며, 황위팅은 여자 500m와 여자 1000m, 여자 1500m 총 3개의 세부 종목에 출전한다.
남자
| 선수   | 세부 종목 | 1차 시기 | 1차 시기 | 2차 시기 | 2차 시기 | 결선 | 결선 |
| 선수   | 세부 종목 | 기록     | 순위     | 기록     | 순위     | 기록 | 순위 |
| 쑹칭양 | 500m      |          |          |          |          |      |      |

여자
| 선수   | 세부 종목 | 1차 시기 | 1차 시기 | 2차 시기 | 2차 시기 | 결선 | 결선 |
| 선수   | 세부 종목 | 기록     | 순위     | 기록     | 순위     | 기록 | 순위 |
| 황위팅 | 500m      |          |          |          |          |      |      |
| 황위팅 | 1000m     |          |          |          |          |      |      |
| 황위팅 | 1500m     |          |          |          |          |      |      |